# Aeroponica
L'aeroponica, dal greco geo(ponikòs), relativo alla coltivazione della terra, è una tecnologia di sviluppo in serra di piante senza l'utilizzo di terra o di qualsiasi altro aggregato di sostegno. Le piante, infatti, sono sostenute artificialmente e la loro alimentazione è garantita da sistemi di nebulizzazione di acqua, arricchita da fertilizzanti minerali, che investe direttamente l'apparato radicale della pianta.

## Obiettivi e tecnica
L'obiettivo dell'aeroponica è l'ottenimento di condizioni che incrementino sviluppo, salute, fioritura e fruttificazione della pianta attraverso la coltivazione in serra e l'uso di soluzioni ricche di nutrienti spruzzate sulle radici nude. L'ambiente chiuso, e idealmente isolato dall'esterno, combinato con l'assenza di terreno permette inoltre di annullare l'esposizione delle piante ad agenti infestanti e patogeni facilitando ulteriormente il loro sviluppo. Notevole è anche il livello di ossigenazione dell'apparato radicale che questa tecnica permette. A differenza della coltura idroponica la pianta non viene sommersa in sostanze nutritive ma sospesa in un ambiente periodicamente nebulizzato di sostanze. Al contempo questo permette di avere un maggiore impatto dell'aria, necessaria allo sviluppo della pianta e di risparmio di sostanze ed acqua che in ogni caso viene recuperata dal fondo della struttura e rimessa in circolo.
Nel 2022 sono partite ricerche allo scopo di utilizzare l'areoponica attraverso gli ultrasuoni per aumentare la velocità di crescita delle piante.

## Storia
Nel 1911 VMArtsikhovski pubblicò sulla rivista "Experienced Agronomy" un articolo intitolato "On Air Plant Cultures", che parla del suo metodo di studi fisiologici degli apparati radicali spruzzando varie sostanze nell'aria circostante: il metodo aeroponico. Ha progettato i primi aeroponics e in pratica ha mostrato la loro idoneità alla coltivazione delle piante.
Fu W. Carter nel 1942 che per primo studiò la coltivazione dell'aria e descrisse un metodo per coltivare piante nel vapore acqueo per facilitare l'esame delle radici.
Nel 1944 LJ Klotz fu il primo a scoprire piante di agrumi nebulizzate a vapore in una ricerca sulle malattie delle radici di agrumi e avocado. Nel 1952, GF Trowel coltivava meli in una coltura spray.
Fu F.W. Went nel 1957 a coniare per primo il processo di coltivazione in aria come "aeroponica", coltivando piante di caffè e pomodori con radici sospese in aria e applicando una nebbia nutritiva alla sezione delle radici.

### Genesis Machine
| Genesis Rooting System di GTi, 1983. | L'apparato di taglio vegetativo di GTi si è propagato aeroponicamente, ottenuto nel 1983. |

Il primo apparato aeroponico disponibile in commercio è stato prodotto e commercializzato da GTi nel 1983. All'epoca era noto come Genesis Machine, tratto dal film Star Trek II: L'ira di Khan. La Genesis Machine è stata commercializzata come "Genesis Rooting System".
Il dispositivo di GTi incorporava un apparato azionato ad acqua a circuito aperto, controllato da un microchip, ed erogava uno spray nutriente idro-atomizzato ad alta pressione all'interno di una camera aeroponica. La Genesis Machine era collegata a un rubinetto dell'acqua e a una presa elettrica.

### Cibo coltivato aeroponicamente
Nel 1986 Stoner è diventata la prima persona a commercializzare cibo fresco coltivato aeroponicamente a una catena di alimentari nazionale. È stato intervistato su National Public Radio e ha discusso l'importanza delle caratteristiche di conservazione dell'acqua dell'aeroponica sia per l'agricoltura moderna che per lo spazio.
A partire dal 2006, l'aeroponica è utilizzata nell'agricoltura di tutto il mondo.

### Propagazione aeroponica (clonazione)
La coltura aeroponica ha rivoluzionato la clonazione (propagazione vegetativa) da talee. Numerose piante che in precedenza erano considerate difficili o impossibili da coltivare, divennero più facili da propagare tramite steli di talee in aeroponia, come legni duri delicati o cactus che erano sensibili alle infezioni batteriche nelle talee. Il successo complessivo della propagazione con l'uso dell'aeroponica è che il sistema crea un ambiente altamente aerato intorno alla radice, che provoca un buon sviluppo dei peli della radice stessa (Soffer e Burger, 1988). C'è anche un maggiore sviluppo delle radici e della crescita a causa dei nutrienti forniti alle piante attraverso il sistema aeroponico (Santos e Fisher 2009). Poiché le radici non vengono coltivate in alcun mezzo di radicazione, riduce al minimo il rischio che le piante vengano infettate da malattie delle radici (Mehandru et al. 2014).
L'uso dell'aeroponica è importante per aiutare a propagare piante con un basso tasso di successo nella propagazione vegetativa, piante che hanno importanti usi medicinali, piante che sono molto richieste e per creare nuove cultivar di alcune specie vegetali. La Leptadenia reticulata è una pianta importante utilizzata nei medicinali che ha anche un basso tasso di riproduzione sia attraverso semi che talee (Mehandru et al. 2014). L'aeroponica ha reso più facile la propagazione di alcune di queste importanti piante medicinali (Mehandru et al. 2014). Ulmus Americana, che è stato quasi completamente spazzato via dalla malattia dell'olmo olandese, insieme ad altre cultivar della specie hanno anche mostrato un certo successo attraverso la propagazione con l'aeroponica consentendo agli olmi di essere più disponibili sul mercato (Oakes et al. 2012).
L'aeroponica è un'alternativa più praticabile al processo tradizionalmente utilizzato dai vaporizzatori spray per piante (Peterson et al. 2018). C'è una percentuale di successo più alta con l'uso dell'aeroponica rispetto ai vaporizzatori spray, e con i essi ci sono degli svantaggi come la necessità di applicare grandi volumi d'acqua, avere condizioni potenzialmente non igieniche, avere una copertura di innaffiatura irregolare e potenziale lisciviazione di nutrienti fogliari (Peterson et al. 2018).

## Pro e contro

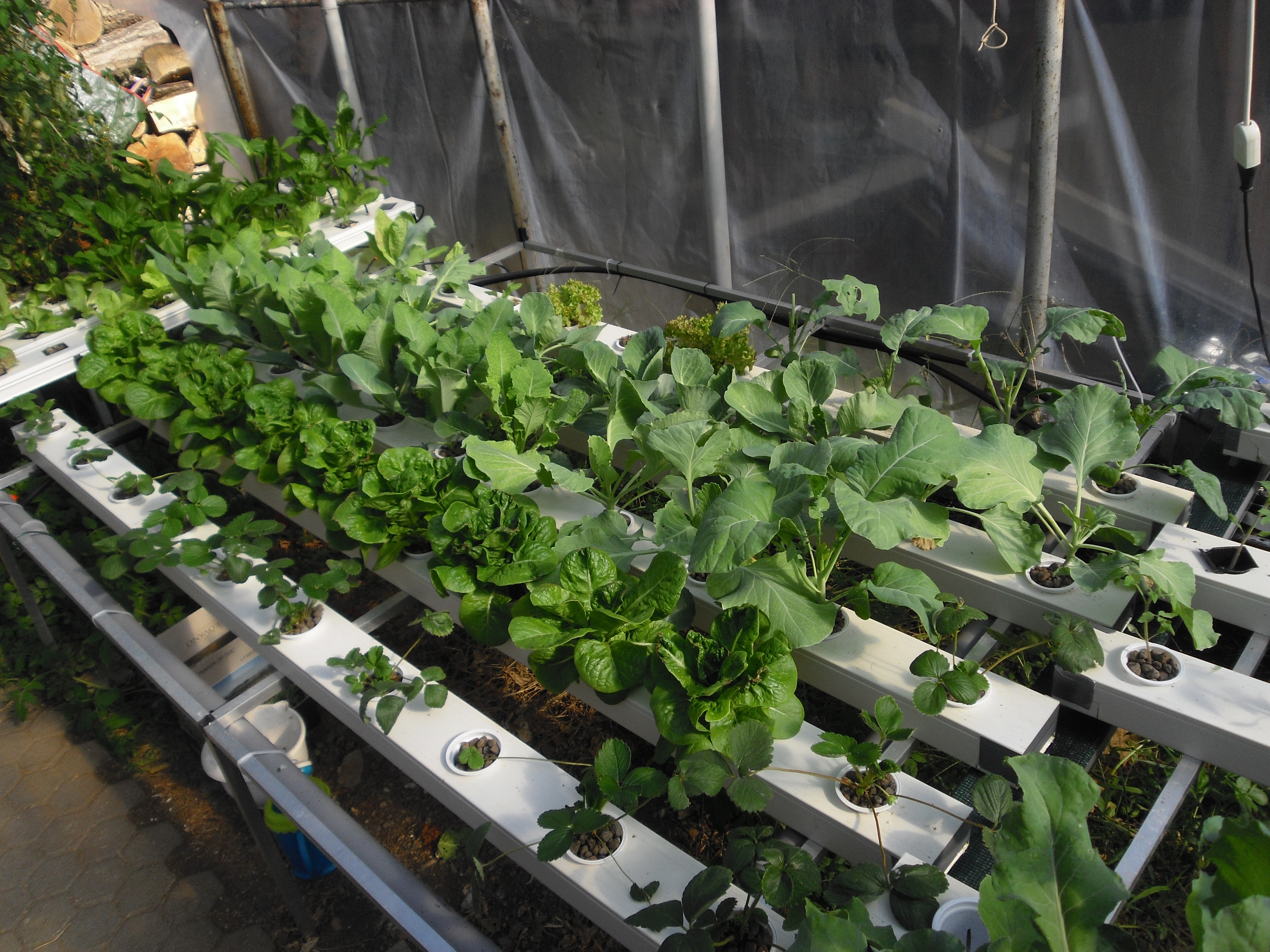
Impianto autocostruito.

L'aeroponica gode di vantaggi e svantaggi rispetto alle colture tradizionali. La necessità di vaporizzare le soluzioni nutritive richiede spazio coperto, per certe colture quindi sono state ideate prima strutture a piramide, poi strutture verticali a colonna, con evidente concentrazione delle colture per metro quadro. La coltivazione in ambiente confinato, (chiuso) non sterile, umido e caldo, in presenza di nutrienti, ed in assenza o in carenza di irraggiamento solare diretto a funzione sterilizzatrice, rischia l'insorgenza sporadica di infestazioni batteriche o micotiche. Con l'areoponica si ha inoltre un consistente risparmio di acqua e in commercio sono presenti appositi kit per creare "indoor" una coltivazione aeroponica.
Resta non facile l'utilizzo di questa tecnica per le colture tradizionalmente estensive (grano, mais, etc) o di colture di piante che richiedono un notevole sviluppo vegetativo. Inoltre un impianto aeroponico può avere costi elevati.

## Aeroponia nello spazio

### Piante spaziali
Le piante furono portate per la prima volta nell'orbita terrestre nel 1960 in due missioni separate, Sputnik 4 e Discoverer 17 (Halstead e Scott 1990). Nella prima missione, sono stati trasportati nello spazio semi di grano, pisello, mais, cipollotto e Nigella damascena, e nella seconda missione sono state portate in orbita cellule di Chlorella pyrenoidosa.
Gli esperimenti sulle piante sono stati successivamente eseguiti su una varietà di missioni congiunte in Bangladesh, Cina e sovietico-americane, tra cui Biosatellite II (programma Biosatellite), Skylab 3 e 4, Apollo-Soyuz, Sputnik, Vostok e Zond. Alcuni dei primi risultati della ricerca hanno mostrato l'effetto della bassa gravità sull'orientamento di radici e germogli (Halstead e Scott 1990).
La ricerca successiva ha continuato a studiare l'effetto della bassa gravità sulle piante a livello organismico, cellulare e subcellulare. A livello organismico, ad esempio, una varietà di specie, tra cui pino, avena, fagiolo mung, lattuga, crescione e Arabidopsis thaliana, ha mostrato una diminuzione della crescita di piantine, radici e germogli a bassa gravità, mentre la lattuga coltivata su Cosmos ha mostrato l'opposto effetto della crescita nello spazio (Halstead e Scott 1990). L'assorbimento di minerali sembra essere influenzato anche dalle piante coltivate nello spazio. Ad esempio, i piselli coltivati nello spazio hanno mostrato livelli aumentati di fosforo e potassio e livelli ridotti di cationi bivalenti calcio, magnesio, manganese, zinco e ferro (Halstead e Scott 1990).

### Aeroponia gonfiabile della NASA

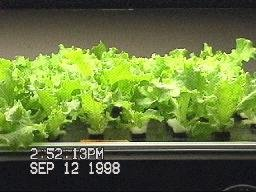
Germinazione dei semi di lattuga aeroponica della NASA - Giorno 12.

Nel 1999 la NASA ha finanziato lo sviluppo di un sistema aeroponico gonfiabile a bassa massa (AIS) per la produzione alimentare ad alte prestazioni dello spazio e della Terra. L'AIS è un sistema di produzione di colture aeroponiche autosufficienti, autoportanti e gonfiabili in grado di controllare l'erogazione di nutrienti/nebbia alle radici delle piante. Essendo una struttura gonfiabile, l'AIS è leggero e può essere sgonfiato per occupare meno volume durante il trasporto e lo stoccaggio. La successiva iterazione di AIS è migliorata rispetto al progetto precedente che utilizzava strutture rigide, che sono più costose da produrre e trasportare.
Sulla Terra, materiali e trasporti costosi possono ostacolare la fattibilità economica dei sistemi aeroponici per i coltivatori commerciali. Tuttavia, tali ostacoli vengono amplificati quando si considera la massa del carico utile per il trasporto spaziale.
A causa dei vincoli di massa e volume, la NASA ha sviluppato materiali specializzati per habitat e strutture gonfiabili per resistere all'ambiente spaziale. Questi materiali aramidici sono utilizzati per sviluppare gli habitat espandibili di Bigelow Aerospace. Uno dei moduli di attività espandibili di Bigelow è stato testato con successo nello spazio all'inizio degli anni 2010.

## Galleria d'immagini

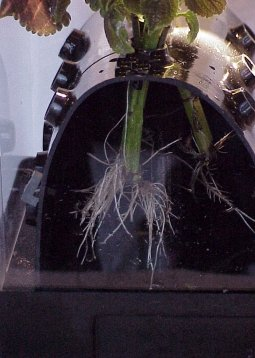
Primo piano della prima struttura di supporto vegetale aeroponica brevettata (1983). Il suo supporto illimitato della pianta consente una crescita normale nell'ambiente aria/umidità ed è ancora in uso in epoca moderna.
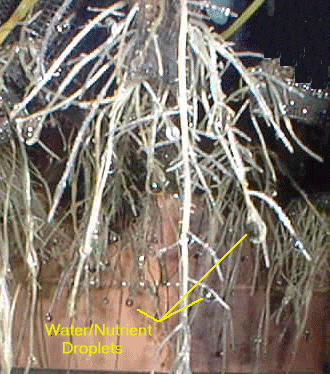
Primo piano di radici coltivate da semi di grano utilizzando l'aeroponica, 1998.
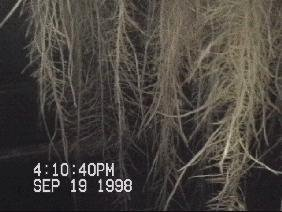
Germinazione dei semi di lattuga aeroponica della NASA (primo piano delle radici) - Giorno 19.
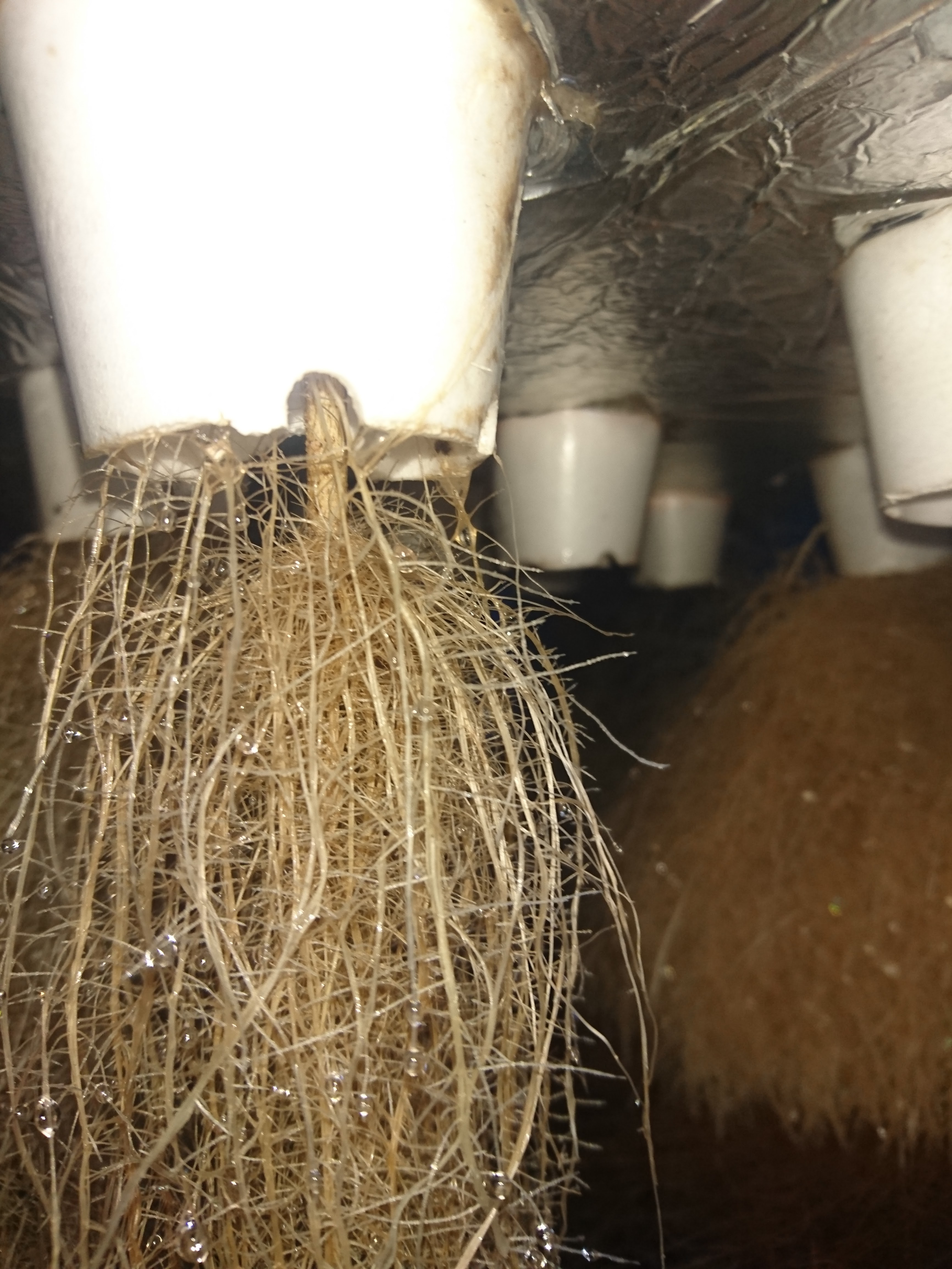
Radici all'interno di un sistema aeroponico ad alta pressione.
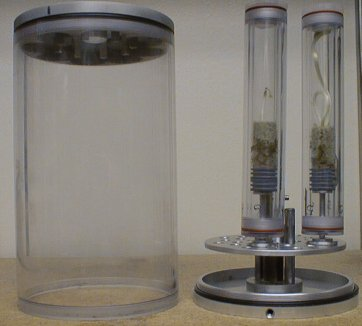
Tecnologia GAP di supporto vitale della NASA con fagioli non trattati (tubo sinistro) e fagioli trattati con biocontrollo (tubo destro) restituiti dalla stazione spaziale Mir a bordo dello space shuttle - settembre 1997.
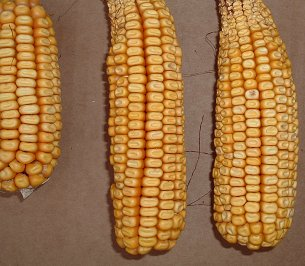
Mais biofarmaceutico coltivato aeroponicamente, 2005.
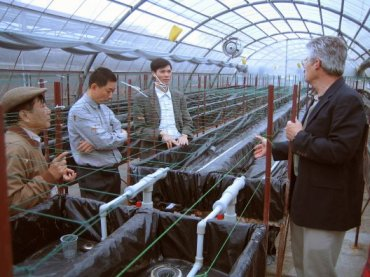
Serra aeroponica per patate "minituber" prodotte ad Hanoi nel 2006.
Diagramma 3D del sistema aeroponico commerciale autonomo nel 2020.